# Evangelische Kirche Hasel

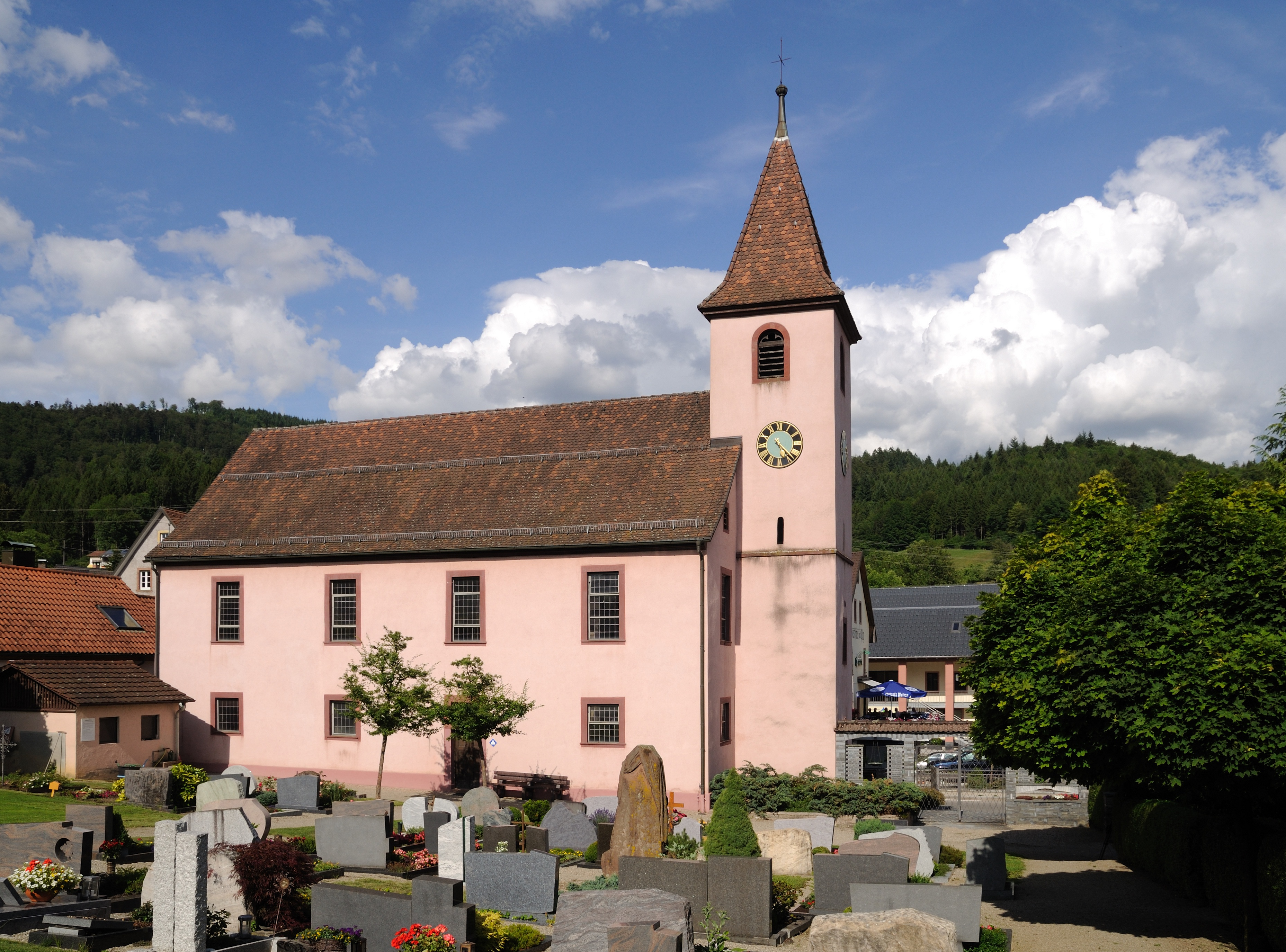
Evangelische Kirche Hasel mit Friedhof

Die Evangelische Kirche Hasel ist eine in den 1780er Jahren errichtete Pfarrkirche in Hasel im Südschwarzwald. Eine erste Kirche in Hasel wurde urkundlich gesichert im 14. Jahrhundert erwähnt.

## Geschichte

### Vorgängerkirche St. Peter
Ein Pfarrer ist in Hasel („plebanus in Hasela“) urkundlich im Jahr 1275 belegt; die Kirche („ecclesia Hasel“) wird zwischen 1360 und 1370 genannt. Das 1496 genannte Patrozinium (St. Peter) und das Alter des Orts – 820 erstmals einer Urkunde des Klosters St. Gallen genannt – lassen vermuten, dass die Kirche möglicherweise schon in fränkischer Zeit bestanden haben könnte.
Auf den einen Umbau im Jahr 1511 weist eine Sandsteintafel hin, die im heutigen Turm noch erhalten ist. Der im Osten stehende Glockenturm überragte das Langhaus nur unwesentlich. 1724 erhielt das Gotteshaus einen Dachreiter. Aufgrund von Raumnot baute man Emporen so dicht an die Kanzel, dass Besucher auf der Empore und der Pfarrer auf der Kanzel sich buchstäblich „einander erreichen und erlangen konnten“. Im Jahr 1773 sah man sich gezwungen, aufgrund des geringen Platzangebotes einen Antrag auf Neubau zu stellen.

### Heutige Kirche
Die Gemeinde stellte bereits 1775 Überlegungen an, das neue Gotteshaus an einen geeigneteren Ort zu errichten. Der Entwurf für die neue Kirche stammen vom Landesbaumeister Carl Friedrich Meerwein; vermutlich wurde sie jedoch nach anderen Plänen erbaut. Nach der Grundsteinlegung 1779 konnte 1781 die Weihe vollzogen werden.
Ein Deutschordenskreuz am rundbogigen Turmportal neben der eingemeißelten Jahreszahl der Grundsteinlegung erinnert an die Baupflicht des Deutschordenshauses in Beuggen, die vom 14. Bis zum 16. Jahrhundert bestand. Bereits 1786 wurden Reparaturarbeiten fällig, weiter Instandsetzungen folgen 1852, 1901, 1921 sowie nach Ende des Zweiten Weltkrieges.

## Beschreibung

### Kirchengebäude
Die Kirche in Hasel steht zentral am Dorfplatz und besteht aus einem rechteckigen Satteldach bedeckten Saalbau und einem südlich angebauten, zweigeschossigen Glockenturm. Der Turm besitzt im oberen Stockwerk rundbogige Klangarkaden, darunter ein Zifferblatt der Turmuhr. Den Turmhelm bildet ein im unteren Drittel eingeknicktes Pyramidendach, das von einer Turmkugel bekrönt wird.
Westlich der Kirche befindet sich der Friedhof von Hasel. Ein Mahnmal für die Gefallenen beider Weltkriege bildet das eiserne Eingangsportal am Kirchturm.

### Inneres und Ausstattung

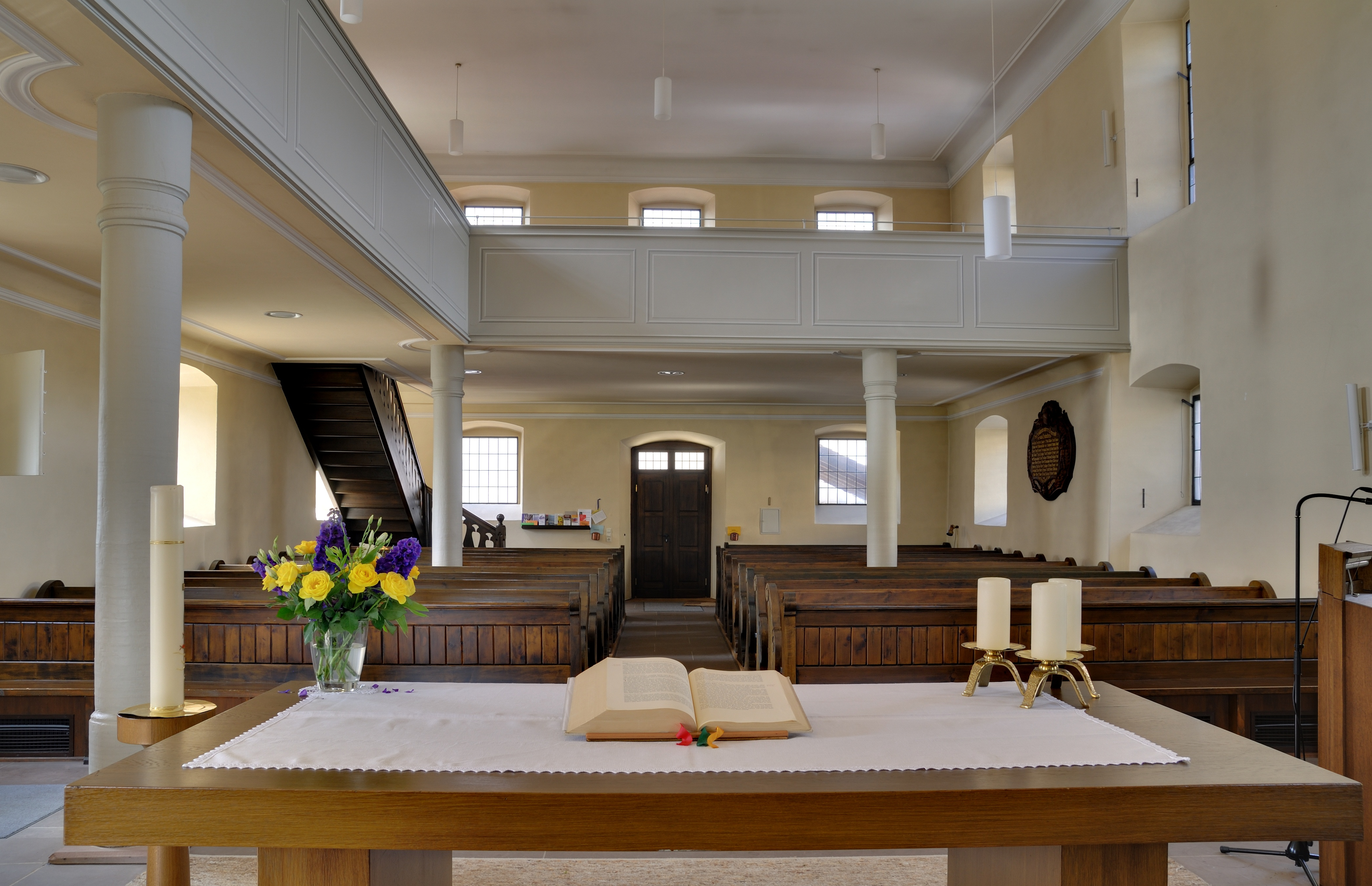
Langhaus, Blick vom Altar

Das Langhaus ist über ein flaches Dach eingezogen und ist an seiner Westseite von einer auf drei Holzsäulen ruhenden Empore umzogen. Der Haupteingang am Glockenturm führt von der Turmhalle ins Haupthaus. Einen weiteren Zugang hat man über das westliche Seitenportal.
An der Südwand steht ein schlichter Zelebrationsaltar aus Holz, dahinter ein großes Kreuz. Links vom Altar steht eine Kanzel, rechts ein Taufstein. Der Altarbereich steht leicht erhöht zum restlichen Langhaus auf einem kleinen Podest.

### Glocken und Orgel
Das dreistimmige Bronzegeläut der Hasler Kirche setzt sich wie folgt zusammen:
| Name            | Schlagton | Gussjahr | Gießerei                |
| --------------- | --------- | -------- | ----------------------- |
| Taufglocke      | a′        | 1959     | Glockengießerei Bachert |
| Mittlere Glocke | cis′′     | 1957     | Glockengießerei Bachert |
| Kleine Glocke   | e′′       | 1957     | Glockengießerei Bachert |

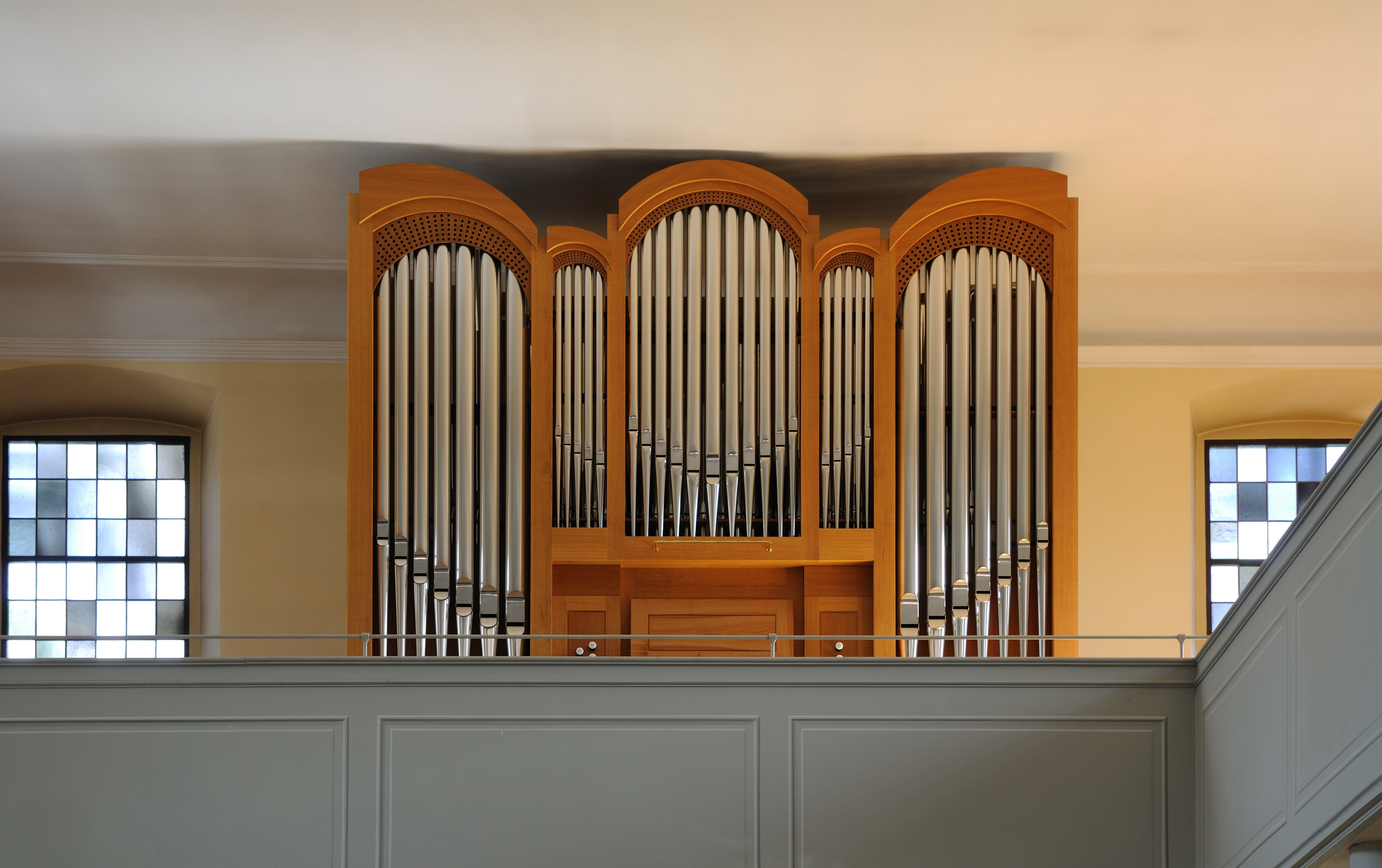
Orgel

Die Orgel von 1934 erbauten die Gebrüder Link aus Heidenheim an der Brenz. Das Instrument mit Kegellade und pneumatischer Traktur besitzt zwei Manuale, ein Pedal und 13 Register.
Die alte Orgel wurde im Jahr 2003 durch einen Neubau von Orgelbau Mühleisen ersetzt. Die neue Orgel verfügt ebenfalls über 11 Register auf 2 Manualen mit Pedal.